# Niptus sleeperi
Niptus sleeperi is een keversoort uit de familie klopkevers (Ptinidae). De wetenschappelijke naam van de soort werd in 1992 gepubliceerd door Aalbu & Andrews.